# I vecchi marinai
I vecchi marinai è un racconto lungo dell'autore brasiliano Jorge Amado, membro dell'Accademia brasiliana delle lettere, pubblicato nel 1961. In Italia è uscito anche col titolo Le controverse avventure del Comandante Vasco Moscoso Aragão, Capitano di lungo corso nel libro Due storie del porto di Bahia.

## Trama
Arriva a Periperi un certo Vasco Moscoso Aragão, capitano di lungo corso. Con le sue storie di mare, porti lontani e esotici  e donne egualmente esotiche e sensuali, coinvolge la cittadina di villeggianti  e pensionati, ma Chico Pacheco, invidioso del comandante, non gli crede, e pensa che sia un fanfarone. Dopo alcune indagini svolte a Bahia, Chico torna con la sua versione dei fatti: Vasco è solo un ricco commerciante che in gioventù fece la vita "bohemienne" con un gruppo di amici, che ottenne il titolo di comandante solo per soddisfare il suo desiderio di possedere un titolo e non essere più semplicemente "sig. Vasco". Gli amici di Vasco riescono a procurargli il titolo di "Capitano di lungo corso" con il grado di "Comandante" e in più anche una medaglia, il tutto ottenuto illecitamente. Vasco si immedesima talmente nella sua figura di "Comandante" che inizia a  indossare divise da ufficiale completa di medaglia, fuma la pipa, e  colleziona oggetti marittimi. Nella vecchiaia si trasferisce a Periperi.
Ora le due versioni, quella del Comandante e quella del Chico Pacheco dividono la cittadina, chi crede ferventemente nel Comandante e che lo crede un fanfarone bugiardo.
Per dipanare la questione il fato porta Vasco Moscoso a "comandare" una nave da Bahia a Belém fermandosi in vari porti lungo la costa.
Il Comandante accetta anche per dimostrare ai suoi amici di Periperi che lui è un vero Capitano di lungo corso.
Il viaggio si svolge regolarmente, Vasco infatti lascia la guida della nave al secondo. Ma all'arrivo a Belém nello stato del Pará, il secondo vuole burlarsi del Comandante chiedendogli con quante gomene devono fissare la nave al porto dicendogli che è una tradizione marittima che è sempre il comandante a decidere come ormeggiare la nave. Indeciso Il comandante dice tutte e si scatenano le risate sulla nave, nel porto e in tutta Belém. Vasco si accorge di aver commesso un errore di essere diventato lo zimbello della nave e di Belém. Si rifugia in una pensione infima dove si ubriaca di cachaça e si addormenta profondamente, amareggiato e deluso. Ma quella notte sulla città di Belém si scatena l'uragano più violento che si sia mai visto, case scoperchiate, morti, piantagioni distrutte e il porto in rovina. Tutte le navi in sfacelo o alla deriva tranne la nave del Comandante Vasco Moscoso Aragão, intatta e inamovibile, precisamente come era stata ormeggiata dal suo capitano.
Il Comandante torna vittorioso a Periperi, onorato con premi e acclamato da tutti i giornali. I cittadini che lo diffamavano sono ora i suoi fans più accaniti. Il sogno può continuare.